# Keitele
Keitele is een gemeente in de Finse provincie Oost-Finland en in de Finse regio Noord-Savo. De gemeente heeft een landoppervlakte van 482,91 km² en telt 2.029 inwoners (2022).